# Zef Benusi
Zef Benusi vagy Zef Benussi (nevének ejtése zɛf bɛnusi; Szkutari, 1900 – Shkodra, 1965) albán jogász, politikus. 1943-ban két hónapig Albánia oktatásügyi minisztere volt.

## Életútja
Az észak-albániai Szkutari (ma Shkodra) városában született római katolikus családban. A helyi jezsuiták Xavéri Szent Ferenc Kollégiumának elvégzése után 1927-től 1932-ig a római La Sapienza Egyetem jogi karának hallgatója volt. Jogászi diplomájával a kezében hazatért Albániába, és először a korçai, majd a tiranai törvényszéken helyezkedett el, ahol bírói és ügyészi hivatalt egyaránt betöltött. Később 1943-ig a shkodrai törvényszéken dolgozott.
1943. július 8-a és szeptember 10-e között Eqrem Libohova második kormányában vezette az oktatásügyi tárcát. Ezt követően 1943–1944-ben az igazságügy-minisztériumban az állampolgársági ügyek főosztályát vezette, majd magánügyvédként dolgozott. A második világháború után a kommunista hatóságok letartóztatták, és 1945-ben ötévi szabadságvesztésre ítélték. Már 1947-ben szabadlábra helyezték, de ezt követően csak kétkezi munkásként tudott elhelyezkedni. A hatóságok ismét utánanyúltak, és 1954-től 1958-ig családjával együtt előbb Shtyllasban, majd 1958–1959-ben Kuçban internáltként élte életét. Ezt követően visszaköltözött szülővárosába, Shkodrába, 1962-től pedig a közeli Lezhában dolgozhatott ügyvédként. 1965-ben, hatvanöt évesen halt meg Shkodrában.